# In tour
In tour è un album discografico live di un gruppo di quattro cantanti italiani, riunitisi insieme per questa occasione: Fiorella Mannoia, Francesco De Gregori, Pino Daniele e Ron.
Il disco, prodotto da Pino Daniele e Piero Fabrizi, pubblicato il 22 novembre 2002, è il risultato della registrazione della tournée dei quattro artisti, in particolare nelle tappe dell'Arena di Verona e dell'Arena Parco Nord di Bologna.
Oltre al doppio album live, è stato pubblicato anche il DVD.

## Tracce

### CD 1
1. Fiorella Mannoia, Ron, Pino Daniele e Francesco De Gregori – Una città per cantare – 5:41 (Lucio Dalla e David O' Keefe; edizioni musicali Warner Bros. Records)
2. Fiorella Mannoia, Ron, Pino Daniele e Francesco De Gregori – I treni a vapore – 5:35 (Ivano Fossati; edizioni musicali Il Volatore, Il Ponte)
3. Fiorella Mannoia, Ron, Pino Daniele e Francesco De Gregori – Alice – 4:40 (Francesco De Gregori; edizioni musicali BMG Ricordi)
4. Fiorella Mannoia, Ron, Pino Daniele e Francesco De Gregori – Quando – 3:58 (Pino Daniele; edizioni musicali Warner Chappell Music Italiana, EMI Music)
5. Fiorella Mannoia e Pino Daniele – Oh che sarà – 4:10 (Chico Buarque e Ivano Fossati; edizioni musicali Maracanà)
6. Pino Daniele e Francesco De Gregori – Napule è – 4:02 (Pino Daniele; edizioni musicali EMI Music)
7. Pino Daniele e Francesco De Gregori – Generale – 4:00 (Francesco De Gregori; edizioni musicali Ricordi, Serraglio)
8. Fiorella Mannoia, Ron, Pino Daniele e Francesco De Gregori – Vorrei incontrarti fra cent'anni – 4:13 (Ron; edizioni musicali Le foglie e il vento)
9. Pino Daniele – Un cielo senza nuvole – 2:56 (Pino Daniele; edizioni musicali Canto Do Mar)
10. Pino Daniele – Che soddisfazione – 4:47 (Pino Daniele; edizioni musicali Warner Chappell Music Italiana, EMI Music)
11. Ron e Pino Daniele – Non abbiam bisogno di parole – 5:36 (Ron; edizioni musicali Warner Chappell Music Italiana, EMI Music)
12. Fiorella Mannoia, Ron, Pino Daniele e Francesco De Gregori – Piazza Grande – 3:37 (testo: Gianfranco Baldazzi e Sergio Bardotti – musica: Lucio Dalla e Ron; edizioni musicali BMG Ricordi)
13. Fiorella Mannoia, Ron, Pino Daniele e Francesco De Gregori – Il tempo non torna più – 4:17 (testo: Enrico Ruggeri – musica: Piero Fabrizi; edizioni musicali Il Ponte, BMG Ricordi, Penelope)
14. Fiorella Mannoia, Ron, Pino Daniele e Francesco De Gregori – Viva l'Italia – 3:54 (Francesco De Gregori; edizioni musicali BMG Ricordi, Serraglio)
15. Fiorella Mannoia, Ron, Pino Daniele e Francesco De Gregori – Je so' pazzo – 3:20 (Pino Daniele; edizioni musicali EMI Music)

### CD 2
1. Francesco De Gregori – La donna cannone – 5:11 (Francesco De Gregori; edizioni musicali BMG Ricordi, Serraglio)
2. Fiorella Mannoia – Sally – 5:17 (testo: Vasco Rossi – musica: Tullio Ferro e Vasco Rossi; edizioni musicali EMI Music, Billicine, Star)
3. Fiorella Mannoia, Ron e Pino Daniele – Non sono un cantautore – 6:00 (Piero Fabrizi; edizioni musicali Il Ponte)
4. Fiorella Mannoia e Ron – Chissà se lo sai – 4:28 (testo: Lucio Dalla – musica: Ron; edizioni musicali BMG Ricordi, EMI Music)
5. Fiorella Mannoia – Quello che le donne non dicono – 4:24 (Enrico Ruggeri e Luigi Schiavone; edizioni musicali BMG Ricordi, Penelope)
6. Ron, Fiorella Mannoia e Francesco De Gregori – Sei volata via – 5:14 (testo: Jovanotti – musica: Orazio Grillo e Jovanotti; edizioni musicali Le foglie e il vento, Soleluna, EMI Music)
7. Ron – Joe temerario – 5:41 (Ron; edizioni musicali BMG Ricordi, EMI Music)
8. Fiorella Mannoia e Francesco De Gregori – La storia – 3:23 (Francesco De Gregori; edizioni musicali Serraglio)
9. Francesco De Gregori – Niente da capire – 4:12 (Francesco De Gregori; edizioni musicali BMG Ricordi)
10. Francesco De Gregori, Fiorella Mannoia, Ron e Pino Daniele – Bufalo Bill – 7:50 (Francesco De Gregori; edizioni musicali BMG Ricordi)
11. Fiorella Mannoia e Pino Daniele – Oh che sarà (II versione) – 3:56 (Chico Buarque e Ivano Fossati; edizioni musicali Maracanà)

## Musicisti
- Francesco De Gregori: armonica, voce, chitarra acustica, whistle
- Fiorella Mannoia: chitarra acustica, voce, percussioni
- Pino Daniele: tastiera, voce, chitarra
- Ron: pianoforte, voce, tastiera, chitarra acustica
- Alessandro Arianti: organo Hammond, tastiera, pianoforte
- Lucio Bardi: chitarra elettrica
- Piero Fabrizi: chitarra elettrica
- Guido Guglielminetti: basso, cori
- Lele Melotti: batteria
- Pier Michelatti: basso
- Andrea Pistilli: chitarra, cori
- Elio Rivagli: batteria, percussioni
- Marco Rosini: mandolino
- Luca Scarpa: organo Hammond, tastiera, pianoforte
- Alessandro Svampa: batteria, percussioni
- Toto Torquati: organo Hammond
- Rino Zurzolo: contrabbasso
- Piera Pizzi: cori

## Classifiche
| Paese  | Posizione raggiunta |
| ------ | ------------------- |
| Italia | 5                   |